# Joyce Cary
Arthur Joyce Lunel Cary (7. prosinec 1888, Derry – 29. březen 1957 Oxford) byl irský spisovatel.

## Dílo

### Česká vydání
- Kopytem do hlavy. Překlad Jiří Josek. 1. vyd. Praha: Odeon, 1984. 372 s.
  - tato kniha byla zdramatizována v Českém rozhlasu: desetidílnou četbu na pokračování z vlastního překladu připravil Jiří Josek, četl Jan Kanyza, režii měla Hana Kofránková.